# Eutolype
Eutolype là một chi bướm đêm thuộc họ Noctuidae, nó hiện được coi như một phân chi Psaphida.